# Reso å
Reso å (fi: Raisionjoki, också Ruskonjoki eller Vahdonjoki; Rusko å, Vahto å) är ett vattendrag i Finland.   Det ligger i landskapet Egentliga Finland, i den södra delen av landet och flyter genom kommunerna Vahto, Rusko och Reso. Reso å mynnar till Skärgårdshavet nära Åbo.

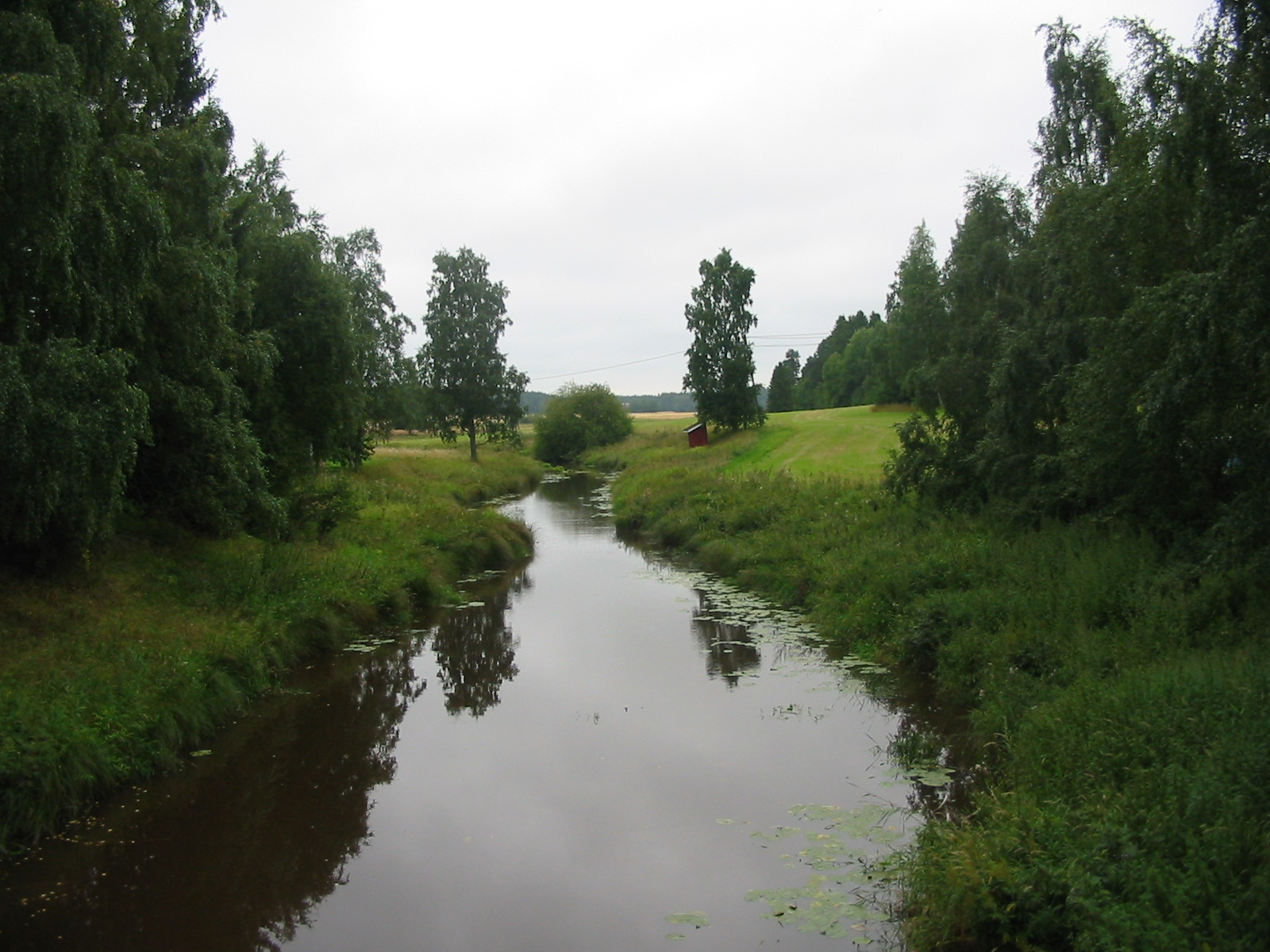
Rusko å i Rusko
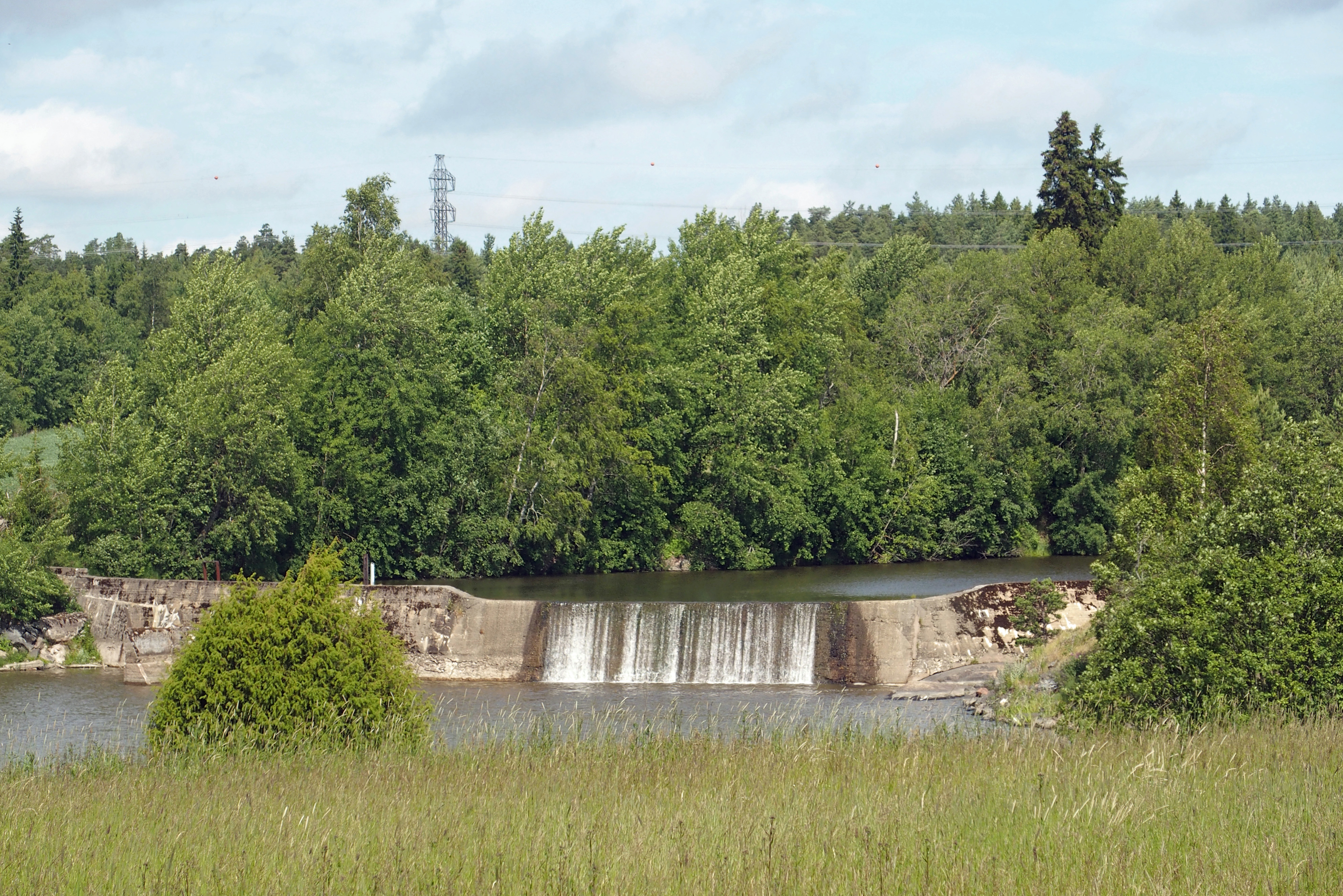
Hintsa damm i Reso å